# Amad Diallo
Amad Diallo (Abidjan, 11 de julho de 2002) é um futebolista marfinense que atua como ponta-direita. Atualmente joga pelo Manchester United e pela Seleção Marfinense.
Nascido na Costa do Marfim, migrou para a Itália ainda criança. Em 2015 ingressou na base da Atalanta, onde conquistou por duas vezes o Campionato Primavera 1. Em 2019 balançou as redes na sua estreia pela equipe principal, tornando-se o primeiro jogador nascido em 2002 a marcar na Serie A. Em janeiro de 2021, assinou pelo inglês Manchester United. Diallo passou ainda, por empréstimo, pelo Rangers e pelo Sunderland.
Realizou sua estreia internacional pela Costa do Marfim em março de 2021, num jogo de qualificação para a Copa das Nações Africanas de 2021.

## Infância
Nascido em Abidjan, Costa do Marfim, Diallo emigrou para Itália com 8 anos de idade. Em setembro de 2014, juntou-se às categorias de base do Boca Barco;[carece de fontes?] nesse ano, impressionou num torneio de Natal e foi o artilheiro do time, mesmo sendo o mais jovem jogador em campo. Diallo foi inscrito oficialmente pelo clube no dia 14 de janeiro de 2015.

## Carreira

### Atalanta

#### 2015–20: Categorias de base
Em 2015, com vários clubes da Serie A interessados na sua contratação, Diallo optou por trocar o Boca Barco pela Atalanta. O jovem começou a temporada 2015–16 na equipe Sub-14, mas rapidamente foi promovido aos Sub-15. Amad ajudou a equipe a conquistar o campeonato, marcando contra a Roma na final.
Na temporada 2016–17, Diallo integrou a equipe Sub-15, sendo promovido aos Sub-17 em 2017–18, onde marcou 12 gols em 27 jogos. Em 2018–19, Diallo somou 12 gols e sete assistências em 16 jogos pelos Sub-17; e seis gols e seis assistências em 26 jogos pelos Sub-19 no Campionato Primavera 1, ajudando a equipe a conquistar o título.
Em 2019, Diallo venceu a Supercoppa Primavera, fazendo as 2 assistências numa vitória por 2–1 sobre a Fiorentina. Na temporada 2019–20, o jovem contabilizou seis gols e seis assistências em 25 jogos no Campionato Primavera 1, ajudando os Sub-19 da Atalanta a sagrarem-se bicampeões.

#### 2019–2021: Profissional
Em 27 de outubro de 2019, Diallo fez a sua estreia na Serie, entrando como suplente aos 79 minutos contra a Udinese e marcando o seu primeiro gols apenas quatro minutos depois, numa vitória caseira por 7–1. O jovem tornou-se o primeiro jogador nascido em 2002 a marcar na primeira divisão italiana. No dia 11 de dezembro, foi pela primeira vez convocado para um jogo da Liga dos Campeões, mas foi suplente não utilizado numa vitória por 3–0 no terreno do Shakhtar Donetsk.
No dia 28 de novembro, Diallo fez o seu primeiro jogo na edição 2020–21 da Serie A, entrando como suplente aos 77 minutos de uma derrota em casa por 2–0 frente ao Hellas Verona. Em 1 de dezembro, Amad fez a sua estreia na Liga dos Campeões, saltando novamente do banco aos 68 minutos num empate em casa por 1–1 contra o Midtjylland.

### Manchester United

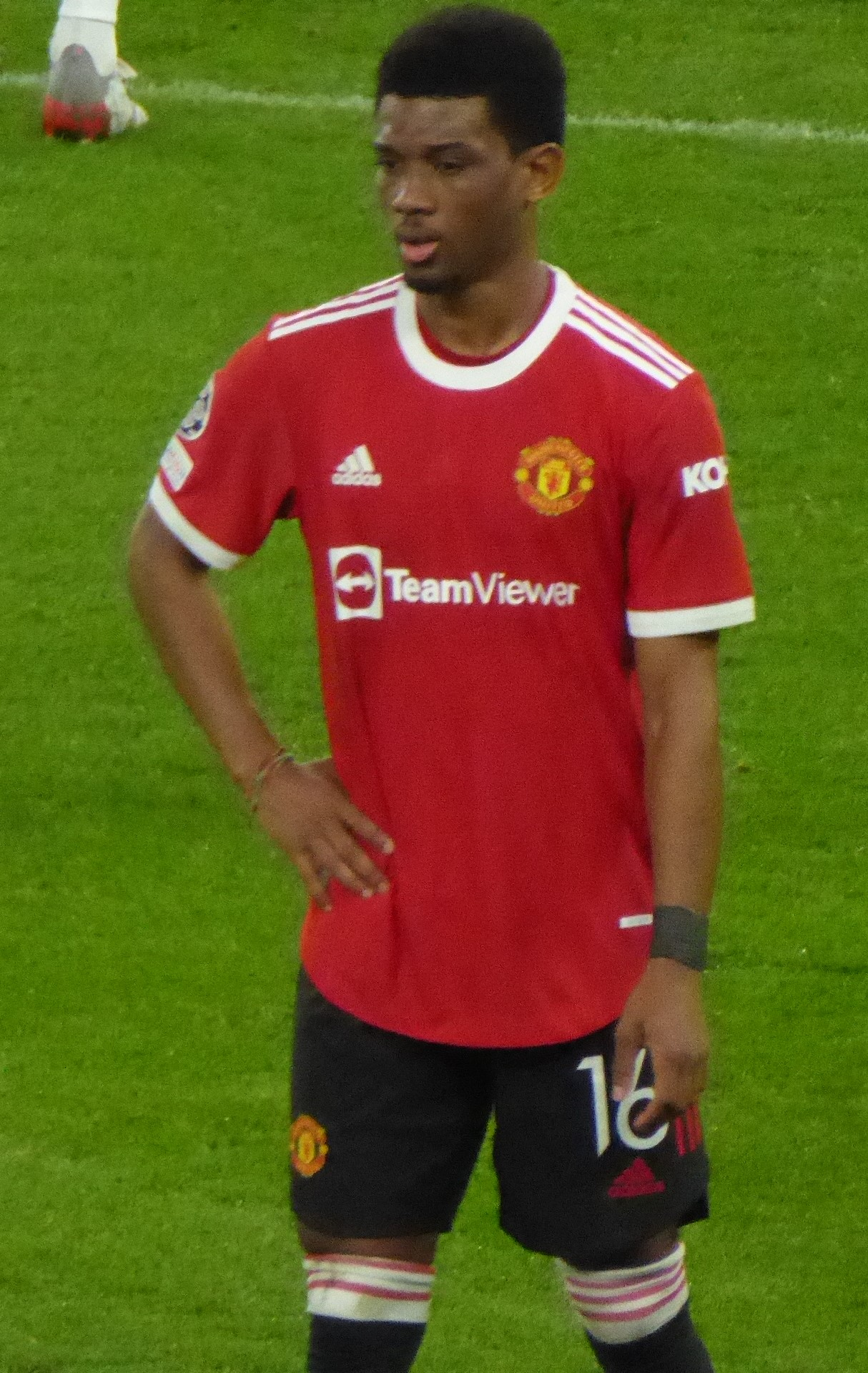
Diallo atuando pelo Manchester United em 2021

Em 5 de outubro de 2020, o Manchester United acertou a contratação de Diallo, agendada para janeiro de 2021, aguardando apenas um acordo contratual com o jogador, aprovação médica e emissão de um visto de trabalho. O valor da transferência foi estimado entre 25 a 40 milhões de euros, incluindo bónus. No dia 7 de janeiro, Diallo foi oficialmente apresentado como jogador do United, assinando um contrato de 5 anos (com possibilidade de extensão por mais 1 ano) pelo clube.
No dia 30 de janeiro de 2021, na sua estreia pelos Sub-23 do Manchester United, Diallo bisou numa vitória por 6–3 sobre o Liverpool. A 9 de fevereiro, foi pela primeira vez convocado pela equipe principal, sendo suplente não utilizado numa vitória por 1–0 (após prolongamento) sobre o West Ham, na 5ª ronda da FA Cup. A 18 de fevereiro, Amad fez a sua estreia pela equipe principal do United, substituindo Mason Greenwood aos 83 minutos de uma vitória fora por 4–0 sobre o Real Sociedad, no jogo de ida das fase final da Liga Europa. No dia 11 de março, Diallo marcou o seu primeiro gol pelos Red Devils, num empate em casa por 1–1 contra o Milan, na partida de ida das oitavas de final da Liga Europa.
Em 13 de março, Diallo foi incluído pela Federação Internacional de História e Estatísticas do Futebol na Equipe Juvenil da CAF do Ano para 2020. Já no dia 21 de março, fez a sua estreia na  FA Cup, entrando como suplente aos 84 minutos numa derrota por 3–1 em casa do Leicester City, nos quartos de final. Amad fez a sua estreia na Premier League no dia 11 de maio, novamente contra o Leicester, dando a assistência para um gol de Greenwood numa derrota por 2–1. Por conta do tento marcado, esta foi a primeira vez em 15 anos que um gol foi simultaneamente marcado e assistido por dois adolescentes na Premier League.
Diallo fez seu primeiro jogo na temporada 2021–22 em 8 de dezembro de 2021, começando a titular numa partida da fase de grupos da Liga dos Campeões contra o Young Boys.

#### 2022: Empréstimo ao Rangers
Em 27 de janeiro de 2022, Diallo foi emprestado ao Rangers, da Scottish Premiership, até ao fim da temporada 2021–22. Fez a sua estreia pelo clube em 29 de janeiro, começando a titular e marcando o primeiro gol do jogo num empate por 3–3 no terreno do Ross County.

#### 2022–23: Empréstimo ao Sunderland
Em 31 de agosto de 2022, Diallo foi emprestado ao Sunderland, do Championship por uma temporada. Marcou seu primeiro gol pelos Black Cats no dia 22 de outubro, numa derrota em casa por 4–2 contra o Burnley. Em dezembro, Amad marcou 3 gols em 5 jogos, o que lhe valeu o prémio de Jovem Jogador do Mês da English Football League.

#### 2024–25
No dia 16 de janeiro de 2025, Diallo marcou um hat-trick na vitória de 3–1 contra o Southampton. Ele foi o primeiro jogador a marcar um hat-trick pelo United desde que Cristiano Ronaldo marcou em uma partida contra o Norwich.

## Seleção Nacional
Diallo foi pela primeira vez convocado pela Seleção da Costa do Marfim a 18 de março de 2021, para jogos de qualificação para a Taça das Nações Africanas de 2021 contra Níger e Etiópia, a 26 e 30 de março, respectivamente. O jovem fez a sua estreia internacional contra o Níger, entrando como suplente aos 86 minutos de jogo. No dia 5 de junho de 2021, Amad marcou o seu primeiro gol internacional num amistoso contra Burkina Faso, através de uma cobrança de falta aos 97 minutos, permitindo à Costa do Marfim vencer por 2–1.
Em 3 de julho de 2021, Diallo foi convocado pela Seleção Sub-23 da Costa do Marfim para os Jogos Olímpicos de 2020. O jovem fez a sua estreia olímpica no dia 22 de julho, marcando numa vitória por 2–1 sobre a Arábia Saudita. Amad fez quatro jogos no torneio.

## Estilo de jogo
Ponta-direita por natureza mas também capaz de atuar como meio-campista, Diallo é um jogador rápido e dinâmico, com alta capacidade técnica e boa visão de jogo. Embora o seu pé dominante seja o esquerdo, é praticamente ambidestro, o que acrescenta versatilidade ao seu jogo.

## Controvérsias
Em julho de 2020, uma investigação sobre tráfico de futebolistas foi iniciada pelo Ministério Público de Parma. Entre os envolvidos encontrava-se Hamed Mamadou Traorè, parente afastado de Amad e do seu suposto irmão Hamed Traorè, acusado de se fazer passar pelo pai da dupla para facilitar a sua imigração para Itália. Além disso, a investigação também questionou a legitimidade da relação familiar entre Amad e Hamed.
Em 9 de fevereiro de 2021, Diallo foi considerado culpado por violar o Código de Justiça Desportiva Italiano ao juntar-se ao clube de futebol "ASD Boca Barco", em 2015, sob o nome "Diallo Amad Traorè". Além disso, o jogador foi acusado de falsificar documentos para forjar um relacionamento com Hamed Mamadou Traorè, cidadão marfinense residente em Itália, de forma a soliticar reagrupamento familiar. Diallo solicitou um acordo judicial, sendo multado em 48 mil euros pelo Ministério Público Federal.

## Vida pessoal
Amad Diallo é muçulmano. O jogador obteve passaporte italiano em dezembro de 2020.
Em 11 de julho de 2020, no dia do seu 18º aniversário, o jogador alterou o seu nome no Instagram de "Amad Traoré" para "Amad Diallo", acrescentando, na legenda de uma fotografia, "não me chamem mais Traoré". Em setembro de 2020, o seu nome foi legalmente alterado para Amad Diallo.

## Estatísticas

### Clubes
- Atualizado até 16 de maio de 2023

| Clube             | Temporada         | Campeonato           | Campeonato | Campeonato | Taça  | Taça | Taça da Liga | Taça da Liga | Competições Europeias | Competições Europeias | Outros | Outros | Total | Total |
| Clube             | Temporada         | Divisão              | Jogos      | Gols       | Jogos | Gols | Jogos        | Gols         | Jogos                 | Gols                  | Jogos  | Gols   | Jogos | Gols  |
| ----------------- | ----------------- | -------------------- | ---------- | ---------- | ----- | ---- | ------------ | ------------ | --------------------- | --------------------- | ------ | ------ | ----- | ----- |
| Atalanta          | 2019–20           | Serie A              | 3          | 1          | 0     | 0    | —            | —            | 0                     | 0                     | —      | —      | 3     | 1     |
| Atalanta          | 2020–21           | Serie A              | 1          | 0          | —     | —    | —            | —            | 1                     | 0                     | —      | —      | 2     | 0     |
| Atalanta          | Total             | Total                | 4          | 1          | 0     | 0    | —            | —            | 1                     | 0                     | —      | —      | 5     | 1     |
| Manchester United | 2020–21           | Premier League       | 3          | 0          | 1     | 0    | —            | —            | 4                     | 1                     | —      | —      | 8     | 1     |
| Manchester United | 2021–22           | Premier League       | 0          | 0          | 0     | 0    | 0            | 0            | 1                     | 0                     | —      | —      | 1     | 0     |
| Manchester United | Total             | Total                | 3          | 0          | 1     | 0    | 0            | 0            | 5                     | 1                     | —      | —      | 9     | 1     |
| Rangers (emp.)    | 2021–22           | Scottish Premiership | 10         | 3          | 3     | 0    | —            | —            | 0                     | 0                     | —      | —      | 13    | 3     |
| Sunderland (emp.) | 2022–23           | Championship         | 37         | 13         | 3     | 0    | 0            | 0            | —                     | —                     | 2      | 1      | 42    | 14    |
| Total de Carreira | Total de Carreira | Total de Carreira    | 54         | 17         | 7     | 0    | 0            | 0            | 6                     | 1                     | 2      | 1      | 69    | 19    |

1. ↑  Inclui Coppa Italia, FA Cup e Scottish Cup
2. ↑  Inclui EFL Cup e Scottish Football League Cup
3. 1 2  Jogo na Liga dos Campeões
4. ↑  Jogos na Liga Europa
5. ↑  Jogos nos play-offs do Championship

### Seleção Marfinense
- Atualizado até 28 de março de 2023[carece de fontes?]

| Seleção         | Ano   | Jogos | Gols |
| --------------- | ----- | ----- | ---- |
| Costa do Marfim | 2021  | 3     | 1    |
| Costa do Marfim | 2023  | 1     | 0    |
| Total           | Total | 4     | 1    |

| Nº | Data               | Local                                                | Internacionalização | Adversário     | Placar | Resultado | Competição | Ref.   |
| -- | ------------------ | ---------------------------------------------------- | ------------------- | -------------- | ------ | --------- | ---------- | ------ |
| 1  | 5 de junho de 2021 | Estádio Olímpico de Ebimpé, Abidjan, Costa do Marfim | 2                   | Burquina Fasso | 2–1    | 2–1       | Amistoso   | [ 49 ] |

## Títulos
Rangers
- Copa da Escócia: 2021–22[50]

Manchester United
- Copa da Inglaterra: 2023–24

### Prêmios individuais
- Jogador do Mês da Championship (eleito pelos torcedores): dezembro de 2022[51]
- Jogador Jovem do Mês da Championship: dezembro de 2022[32]
- Equipe Juvenil do Ano da CAF, pela IFFHS: 2020[24]
- Jovem Jogador do Ano do Sunderland: 2022–23[52]